# Емма (фільм, 1996)
«Емма» (англ. Emma) — екранізація однойменного роману Джейн Остін 1815 року. Він був адаптований для британської телевізійної мережі ITV у 1996 році режисером Діармудом Лоуренсом і сценаристом Ендрю Дейвісом того ж року, що й екранізація «Емми» від Miramax із Гвінет Пелтроу в головній ролі. У цьому фільмі головну роль грає Кейт Бекінсейл, Гаррієт Сміт — Саманта Мортон, містера Найтлі — Марк Стронг.
Нещодавно Дейвіс успішно завершив роботу над міні-серіалом 1995 року «Гордість і упередження», адаптацією іншого роману Остін для BBC, та запропонував екранізувати роман «Емма» для мережі. Однак BBC вже уклала таку угоду з іншим сценаристом, що змусило Дейвіса звернутись до ITV.
«Емма» отримала загалом позитивні відгуки від критиків, які вважали, що він перевершує фільм Miramax 1996 року. Участь Кейт Бекінсейл відзначали як позитивний момент. Він вийшов в ефір на ITV 24 листопада 1996 року і зібрав приблизно 12 мільйонів глядачів. Він також транслювався на американському каналі A&E 16 лютого 1997 року.

## Сюжет
Міс Емма Вудгауз (Кейт Бекінсейл) із Гартфілда живе в маленькому містечку Гайбері, вона молода, гарненька та багата. Хоча вона вирішила, що ніколи не вийде заміж, Емма вважає, що посприяла шлюбу своєї подруги та колишньої гувернантки міс Тейлор з овдовілим містером Вестоном. Емма вирішує організувати шлюби для інших своїх знайомих, незважаючи на дружні застереження містера Найтлі, який одночасно є її давнім другом, заможним власником абатства Донвелл та братом чоловіка її сестри Ізабелли. Емма вирішує видати заміж свою нову подругу, симпатичну сироту на ім’я Гаррієт Сміт, за молодого священика містера Елтона. Невдовзі Емма з жахом розуміє, що Елтон хоче побратися з нею.
До Гайбері приїздить молода сирота міс Ферфакс і нова претензійна дружина Елтона. Френк Черчилль, вродливий син містера Вестона, також прибуває, викликаючи цікавість і плітки. Емма, впевнена у своїй здатності розуміти почуття інших, вважає, що Френк хоче з нею одружитися. Згодом мешканці містечка дізнаються, що Френк і міс Ферфакс таємно заручені, а Емма усвідомлює свої справжні почуття до містера Найтлі.

## У ролях
| Актор            | Персонаж                               |
| ---------------- | -------------------------------------- |
| Кейт Бекінсейл   | Емма Вудгауз (англ. Emma Woodhouse)    |
| Марк Стронг      | Джордж Найтлі (англ. George Knightley) |
| Бернард Гептон   | містер Вудгауз (англ. Mr. Woodhouse)   |
| Прунелла Скейлз  | міс Бейтс (англ. Miss Bates)           |
| Джеймс Гейзелдін | містер Вестон (англ. Mr. Weston)       |
| Саманта Бонд     | місіс Вестон (англ. Mrs. Weston)       |
| Домінік Роуен    | містер Елтон (англ. Mr. Elton)         |
| Люсі Робінсон    | місіс Елтон (англ. Mrs. Elton)         |
| Саманта Мортон   | Гаррієт Сміт (англ. Harriet Smith)     |
| Олівія Вільямс   | Джейн Ферфакс (англ. Jane Fairfax)     |
| Рей Култгард     | Френк Черчилль (англ. Frank Churchill) |
| Алістер Пітрі    | Роберт Мартін (англ. Robert Martin)    |

## Зйомки
Ендрю Дейвіс адаптував для телебачення роман Джейн Остін «Емма» 1815 року. Раніше він був сценаристом успішного телесеріалу BBC 1995 року «Гордість і упередження» з Дженніфер Елі та Коліном Фертом у головних ролях. Дейвіс запропонував адаптувати «Емму» для BBC, але компанія вже замовила екранізацію сценаристці Сенді Велч. Майкл Вірінг, керівник відділу драматичних серіалів BBC, сказав: «Це була дуже, дуже складна ситуація. Я вже доручив роботу над «Еммою» Сенді Велч, одному з наших сценаристів BBC. Ми справді були в скрутному становищі». У відповідь Дейвіс і його команда успішно зробили пропозицію конкуренту BBC, ITV. Вся знімальна група «Гордості та упередження» приєдналася до Дейвіса, коли він почав адаптацію «Емми». Це була його друга екранізація роману Остін.
Робота коштувала 2,5 мільйона фунтів стерлінгів і була знята влітку 1996 року.

### Місця зйомок
- Замок Бротон, Банбері – абатство Донвелл
- Замок Суделі, Глостершир – зовнішній вигляд абатства Донвелл
- Будинок Стенвей, Стенвей, Челтнем – інтер’єр абатства Донвелл
- Трафальгарський парк, Солсбері – Гартфілд
- Дорні Корт, Дорні, Бакінгемшир – Рендаллс
- Лакок, Вілтшир – село Гайбері
- Тейм парк, Оксфордшир – ферма Еббі Мілл, інтер’єри Гартфілду.

## Поява на екрані
«Емма» була показана 24 листопада 1996 року на ITV, зібравши близько 12 мільйонів глядачів. «Емма» також транслювалася на американському каналі A&E 16 лютого 1997 року. Фільм був випущений на DVD у 1999 році.
Адаптація була повторно показана в 2007 році як частина «сезону Джейн Остін» на ITV і як частина марафону Джейн Остін на PBS «Шедевр» 23 березня 2008 року. Фільм також вийшов в ефір 27 грудня 2008 року як серія різдвяних «спеціальних передач» на BBC One.

## Реакція критиків
Багато рецензентів порівнювали теледраму з художнім фільмом 1996 року з Пелтроу в головній ролі. Том Гліатто з журналу «People» назвав фільм з Бекінсейл кращим, пояснивши це її грою: «Пелтроу зіграла роль з витонченою зарозумілістю. Бекінсейл втілила жваву та романтичну дівчину. І вона виглядає приголомшливо в сукнях з ампірною талією». Гліатто також позитивно прокоментував сценарій Дейвіса за те, що він «зафіксував не лише легкий шарм Остін, але й тонкі моменти її соціальної критики». Керін Джеймс з «Нью-Йорк таймс» додала, що в історії з неприємною героїнею Бекінсейл «чудово йде по тонкій лінії... [Вона] виглядає простішою, ніж пані Пелтроу, і взагалі правдоподібнішою та смішнішою. Вона добре підготувалася до ролі, зігравши іншу самовпевнену комічну персону в недавньому фільмі «Холодна зручна ферма». Джеймс також схвалила сценарій за «вправну роботу, що дозволяє глядачам збагнути натяки, які прогледіла Емма», і за те, що він показує, чому Емма та Найтлі добре підходять одне одному.
Пишучи для «Вашингтон пост», Меган Розенфельд високо оцінила постановку та гру Бекінсейл, яку вона назвала, можливо, «найкращою [Еммою] з усіх» попередніх екранізацій роману. Розенфельд висловила думку, що актриса «виглядає як вдома в сукнях, будинках і сільській місцевості Англії 19-го століття Остін, і все ж здається сучасною у своїй спритності та тому, як не боятися чоловіків. Її Емма вселяє у вас впевненість, що будь-які неприємності, в які вона може вплутатися, ймовірно, можна виправити». Джерард Гілберт з «Індепендент» погодився, написавши, що Бекінсейл «має правильне поєднання зухвалості, норовливості та самовдоволення».
Джон Карман з «Los Angeles Daily News» писав, що «Емма» «чудово знята», назвавши це «святом для очей і бальзамом для серця». У «Daily Herald», однак, вийшов негативний відгук, де було зазначено, що це найгірша з трьох опублікованих версій. Рецензент все ж похвалив фільм за те, що він «невимушений, правдивий і гарний», але розкритикував вибір Стронга на головну роль. Газета зазначила, що Дейвіс «написав стислий сценарій «Емми», який, на відміну від його «Гордості та упередження», займає лише частку часу, необхідного для читання книги».

### Нагороди
| Нагорода                                         | Категорія                                                       | Переможці та номінанти                                                                     | Результат |
| ------------------------------------------------ | --------------------------------------------------------------- | ------------------------------------------------------------------------------------------ | --------- |
| Нагороди Британської телевізійної академії       | Найкращий макіяж/зачіска                                        | Мері Гіллман                                                                               | Номінація |
| Барселонський міжнародний телевізійний фестиваль | Найкращий художній міні-серіал                                  | «Емма»                                                                                     | Перемога  |
| Прайм-тайм Еммі                                  | Видатний режисер міні-серіалу чи спеціального фільму            | Дон Тейлор (художник-постановник), Джо Грейсмарк (художній керівник), Джон Буш (декоратор) | Перемога  |
| Прайм-тайм Еммі                                  | Чудові костюми для міні-серіалу, фільму чи спеціального серіалу | Дженні Біван                                                                               | Перемога  |

## Зовнішні посилання
- «Емма» на сайті «Screenonline» Британського інституту кінематографії